# Abigail Breslin
Abigail Kathleen Breslin (New York, 14 aprile 1996) è un'attrice statunitense.
È stata candidata al premio Oscar come miglior attrice non protagonista nel 2007 per Little Miss Sunshine.

## Biografia
Abigail Breslin nasce a New York, il 14 aprile 1996, figlia di Kim e Michael Breslin. Ha due fratelli più grandi, Ryan e Spencer, quest'ultimo anch'egli attore (oltre che cantante). La Breslin ha dichiarato di avere un rapporto molto affiatato con i nonni materni, Catherine e Lynn, i quali sono nativi del New Jersey, ma vivono a Lancaster County, in Pennsylvania. È stata chiamata così in memoria della first lady Abigail Adams, moglie di John Adams, 2º Presidente degli Stati Uniti d'America. Con l'amica Cassidy Reiff fa parte di una Rock band chiamata "CABB".
Entra nel mondo dello spettacolo nel 1999 a soli tre anni, nel ruolo di protagonista di uno spot televisivo americano; nel 2002 debutta in campo cinematografico, interpretando la figlia di Mel Gibson in Signs. Negli anni successivi recita in Quando meno te lo aspetti di Garry Marshall con Kate Hudson e nel film Principe azzurro cercasi. Poi è la volta del film Keane. Nel 2004 ottiene il ruolo principale nel film Chestnut - Un eroe a quattro zampe. Lavora poi in alcune serie tv quali Le cose che amo di te, Law & Order - Unità vittime speciali, Ghost Whisperer e Grey's Anatomy.
Nel 2006 ottiene il suo più importante ingaggio: infatti veste i panni di Olive Hoover nella commedia Little Miss Sunshine, ruolo che le vale la sua prima nomination agli Oscar come miglior attrice non protagonista a soli dieci anni, facendola divenire una delle attrici più giovani a concorrere per l'ambito premio. Nel 2007 interpreta la piccola orfana Zoe in Sapori e dissapori assieme a Catherine Zeta-Jones e Aaron Eckhart, il remake statunitense del film tedesco Ricette d'amore. Nel 2008, al fianco di Ryan Reynolds, partecipa alla commedia romantica Certamente, forse ed è protagonista nel film d'avventura Alla ricerca dell'isola di Nim, per le riprese del quale ha dovuto imparare a nuotare in apnea. È stata ospite al Giffoni Film Festival nel 2008.
Nel 2009 prende parte al film La custode di mia sorella, tratto dal romanzo omonimo, dove interpreta il ruolo di Anna, una ragazzina messa al mondo per salvare la vita di sua sorella Kate (Sofia Vassilieva), malata di leucemia. I due ruoli erano stati offerti alle sorelle Dakota e Elle Fanning, che rifiutarono la parte quando Dakota apprese che avrebbe dovuto rasare i capelli per l'interpretazione. A febbraio del 2010, a 13 anni, lavora a teatro nel difficile ruolo di Helen Keller, una bambina cieca e sorda, nello spettacolo teatrale tratto dal film The Miracle Worker, uscito anche in Italia negli anni '60 col titolo di Anna dei miracoli. Nel 2015 viene scelta per ricoprire il ruolo Chanel #5 nella serie TV firmata Ryan Murphy, Scream Queens.

## Filmografia

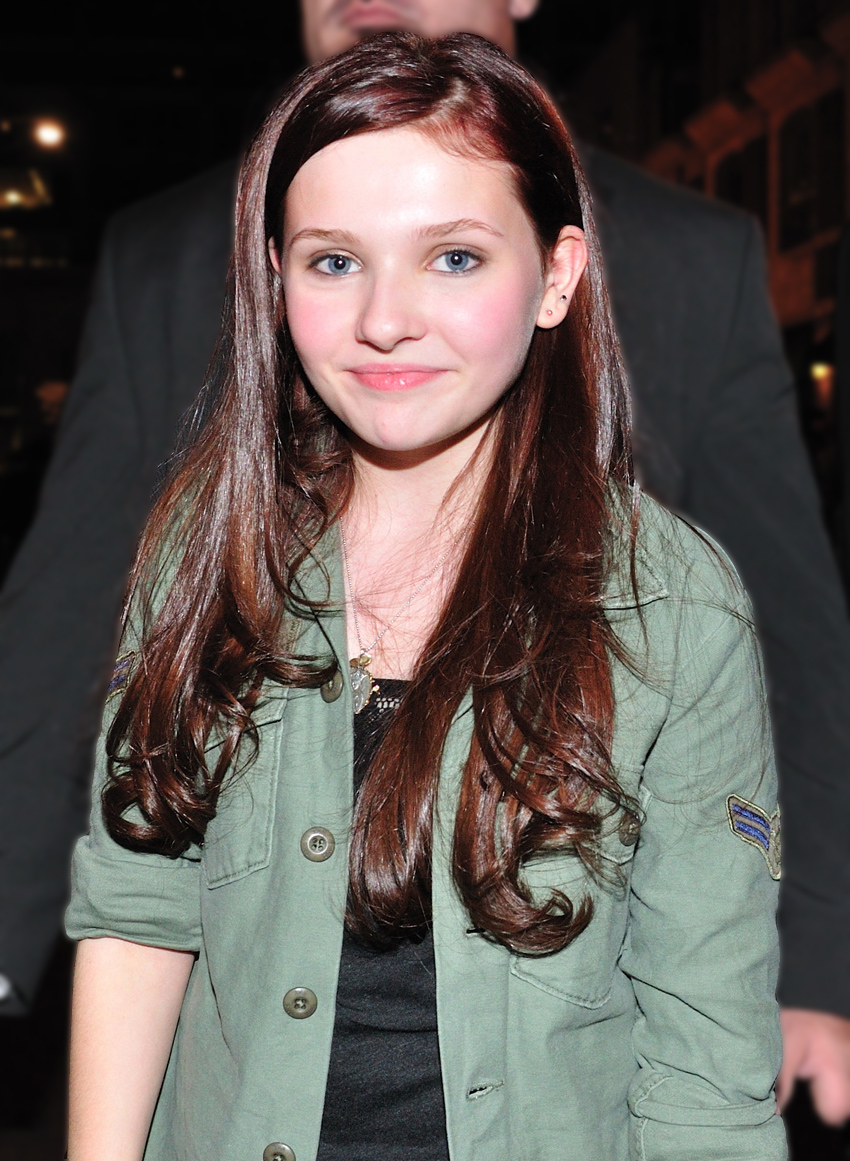
Abigail Breslin al Toronto International Film Festival 2010

### Attrice

#### Cinema
- Signs, regia di M. Night Shyamalan (2002)
- Principe azzurro cercasi (The Princess Diaries 2: Royal Engagement), regia di Garry Marshall (2004)
- Keane, regia di Lodge Kerrigan (2004)
- Chestnut - Un eroe a quattro zampe (Chestnut: Hero of Central Park), regia di Robert Vince (2004)
- Quando meno te lo aspetti (Raising Helen), regia di Garry Marshall (2004)
- Marito in prestito (Family Plan), regia di David S. Cass Sr. (2005)
- Little Miss Sunshine, regia di Jonathan Dayton e Valerie Faris (2006)
- L'ultimo regalo (The Ultimate Gift), regia di Michael O. Sajbel (2006)
- Santa Clause è nei guai (The Santa Clause 3: The Escape Clause), regia di Michael Lembeck (2006)
- Sapori e dissapori (No Reservations), regia di Scott Hicks (2007)
- Certamente, forse (Definitely, Maybe), regia di Adam Brooks (2008)
- Alla ricerca dell'isola di Nim (Nim's Island), regia di Jennifer Flackett e Mark Levin (2008)
- Kit Kittredge: An American Girl, regia di Patricia Rozema (2008)
- La custode di mia sorella (My Sister's Keeper), regia di Nick Cassavetes (2009)
- Benvenuti a Zombieland (Zombieland), regia di Ruben Fleischer (2009)
- Janie Jones, regia di David M. Rosenthal (2010)
- Capodanno a New York (New Year's Eve), regia di Garry Marshall (2011)
- The Class Project (Perfect Sister), regia di Stanley M. Brooks (2012)
- Haunter, regia di Vincenzo Natali (2013)
- The Call, regia di Brad Anderson (2013)
- Ender's Game, regia di Gavin Hood (2013)
- I segreti di Osage County (August: Osage County), regia di John Wells (2013)
- Wicked Blood, regia di Mark Young (2014)
- Sorelle assassine (Perfect Sisters), regia di Stanley M. Brooks (2014)
- Contagious - Epidemia mortale (Maggie), regia di Henry Hobson (2015)
- Final Girl, regia di Tyler Shields (2015)
- Fear Inc.. regia di Vincent Masciale (2016)
- Freak Show, regia di Trudie Styler (2017)
- Zombieland - Doppio colpo (Zombieland: Double Tap), regia di Ruben Fleischer (2019)
- La ragazza di Stillwater (Stillwater), regia di Tom McCarthy (2021)
- Slayers, regia di K. Asher Levin (2022)
- CIA: un uomo nel mirino, regia di Roel René (2024)

#### Televisione
- NCIS - Unità anticrimine – serie TV, episodio 2x01 (2004)
- Law and Order: SVU - serie TV, episodio 6x01 (2004)
- Ghost Whisperer - Presenze – serie TV, episodio 1x15 (2006)
- Grey's Anatomy – serie TV, episodio 3x03 (2006)
- Scream Queens – serie TV, 23 episodi (2015-2016)
- Dirty Dancing – film TV, regia di Wayne Blair (2017)

### Doppiatrice
- Air Buddies - Cuccioli alla riscossa (Air Buddies), regia di Robert Vince (2006)
- Quantum Quest: A Cassini Space Odyssey, regia di Harry 'Doc' Kloor (2009)
- Rango, regia di Gore Verbinski (2011)
- Zambezia, regia di Wayne Thornley (2012)

## Riconoscimenti
- Premio Oscar
  - 2007 – Candidatura alla miglior attrice non protagonista per Little Miss Sunshine

- BAFTAs
  - 2007 – Candidatura alla miglior attrice non protagonista per Little Miss Sunshine

- Critics' Choice Awards
  - 2007 – Miglior cast corale per Little Miss Sunshine
  - 2007 – Miglior giovane attrice per Little Miss Sunshine
  - 2008 – Candidatura alla miglior giovane attrice per Sapori e dissapori

- Screen Actors Guild Award
  - 2007 – Miglior cast cinematografico per Little Miss Sunshine
  - 2007 – Candidatura alla miglior attrice non protagonista cinematografica per Little Miss Sunshine
  - 2014 – Candidatura al miglior cast cinematografico per I segreti di Osage County

## Doppiatrici italiane
Nelle versioni in italiano dei suoi lavori, Abigail Breslin è stata doppiata da:
- Lucrezia Marricchi in Certamente, forse, Kit Kittredge: An American Girl, La custode di mia sorella, Benvenuti a Zombieland, Capodanno a New York, The Call, Ender's Game, I segreti di Osage County, Dirty Dancing, Zombieland - Doppio colpo, La ragazza di Stillwater
- Lilian Caputo in Signs, Alla ricerca dell'isola di Nim
- Angelica Bolognesi in Sapori e dissapori, Quando meno te lo aspetti
- Aurora Manni in Chestnut - Un eroe a quattro zampe
- Sara Di Gregorio in Ghost Whisperer - Presenze
- Chiara Buonvicino in Little Miss Sunshine
- Bianca Portone in L'ultimo regalo
- Chiara Oliviero in Contagious - Epidemia mortale
- Roisin Nicosia in Scream Queens

Da doppiatrice è sostituita da:
- Daniela Calò in Air Buddies - Cuccioli alla riscossa
- Lilian Caputo in Rango
- Debora Magnaghi in Zambezia